# Volpeglino
Volpeglino (piemontesisch Vulpièj) ist eine Gemeinde in der italienischen Provinz Alessandria (AL), Region Piemont.

## Lage und Einwohner
Die Gemeinde Volpeglino liegt rund 30 km östlich von der Provinzhauptstadt Alessandria entfernt auf einem Hügel am Unterlauf der Curone auf einer Höhe von 243 m über dem Meeresspiegel. Das Gemeindegebiet umfasst eine Fläche von 3,22 km² und hat 127 (Stand 31. Dezember 2023) Einwohner. Volpeglino ist eine landwirtschaftlich geprägte Gemeinde, die sich auf den Anbau von Weinreben und Erdbeeren spezialisiert hat und zusammen mit Volpedo für den intensiven Anbau von Pfirsichbäumen bekannt ist.
Die Nachbargemeinden sind Berzano di Tortona, Casalnoceto, Castellar Guidobono, Monleale, Viguzzolo und Volpedo.

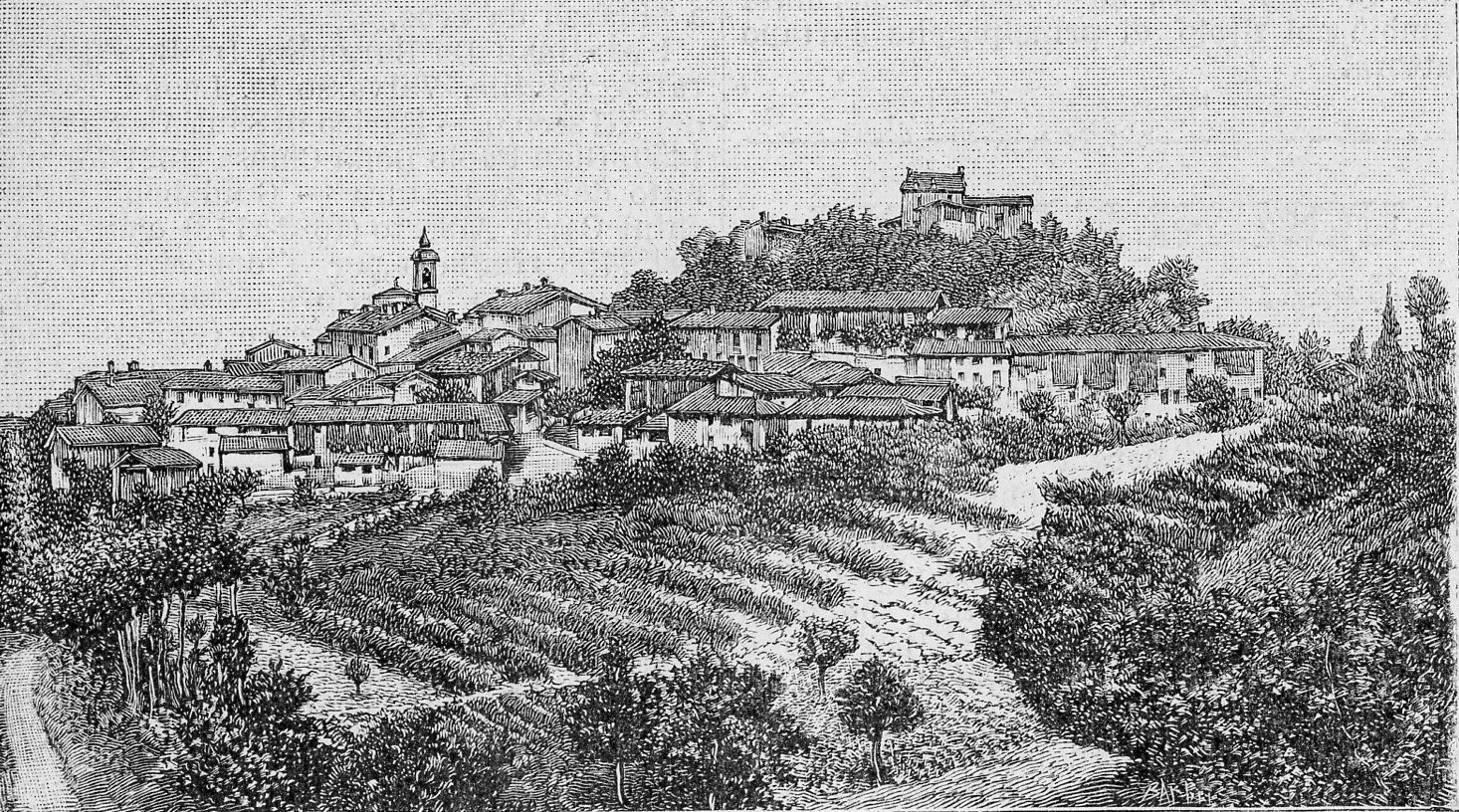
Volpeglino 1890

## Geschichte

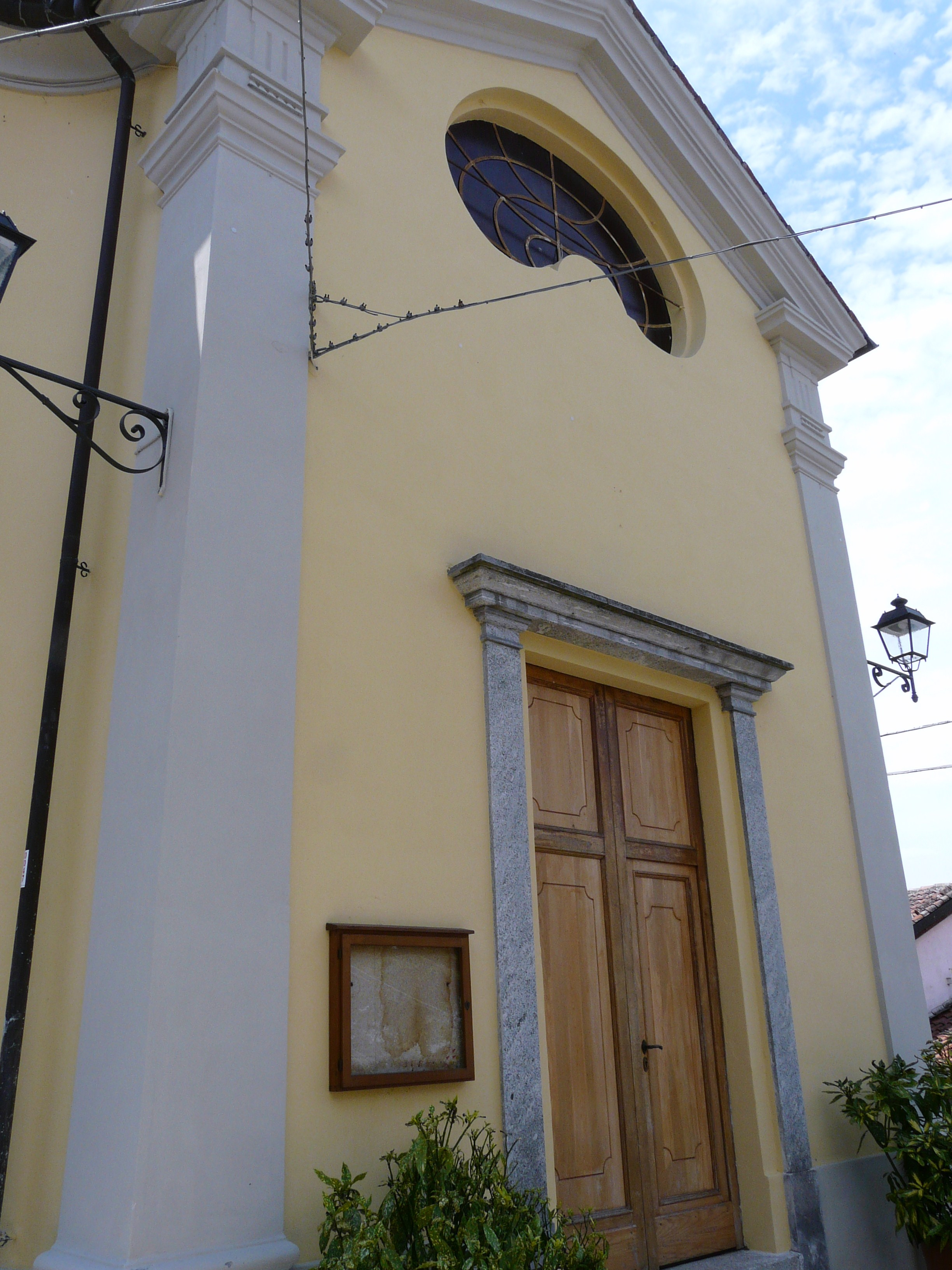
Kirche der Heiligen Cosma und Damiano

Der Ortsname lässt darauf schließen, dass es sich um eine Ableitung von Volpedo handelt. Aus mittelalterlichen Unterlagen geht jedoch klar hervor, dass der Name völlig unabhängig ist. Tatsächlich finden sich in den Zeugnissen ab 1207 die Formen „Vulpilinus“, „Vulpeglinus“ und „Vulpiglinus“, in denen der Wechsel „i/e“ des Prätonikums und der Wechsel des „l“ deutlich zu erkennen ist. Weitere Varianten sind: „Vulpighinus“, „Vulpiginus“ und „Vulpeginus“. Die Etymologie muss im lateinischen VULP-CULA identifiziert werden, was mit dem Suffix -INUS „Ort, an dem es viele Füchse gibt“ bedeutet. Im Piemont sind aus der Wurzel VULPES gebildete Namen keine Seltenheit, insbesondere in Weidegebieten, in denen Füchse eine echte Gefahr für die Integrität der Herden darstellten. 
Die im Mittelalter erbaute Stadt ist seit langem mit der von Volpedo verbunden. Im 12. Jahrhundert wurde es mit einer Festung ausgestattet und zusammen mit den Zentren Castellaro und Rosano als Lehen an die Herrschaft Guidobono verkauft. Damals gehörte es zum Bezirk Tortona und wurde 1245 eine freie Gemeinde. Anschließend gelangte es unter die Herrschaft der Viscontis, die es zunächst dem Kapitän Perino da Tortona und dann dem Guidobono Cavalchini als Lehen überließen. 
Zu Beginn des 15. Jahrhunderts kam es in der Siedlung zu Belagerungen und Plünderungen durch genuesische Soldaten, die in Konflikt zum Herzogtum Mailand standen. Die Unterstützung der Mailänder wurde durch mehrjährige Immunitäten und Steuerbefreiungen belohnt.
Die Gemeinde Volpeglino wurde durch königlichen Erlass vom 21. November 1928 abgeschafft und der Gemeinde Volpedo zugeordnet. 1947 erlangte sie wieder ihre Eigenständigkeit zurück.
Zwischen 1889 und 1934 hatte Volpeglino eine Haltestelle an der Straßenbahnlinie von Tortona nach Monleale.

## Sehenswürdigkeiten
Zu den Überresten der Vergangenheit zählen die Ruinen der alten Burg und die 1810 erbauten Pfarrkirche, die den Heiligen Cosma und Damiano gewidmet ist.

## Persönlichkeit
- Aldo Gentilini (* 7. Februar 1911 in Genua, † 10. August 1982 in Volpeglino) war ein italienischer Maler und Bildhauer. Er war auch der Gründer der Ranisten-Sekte.